# Willughbeieae
Willughbeieae és una tribu de la subfamília de les Rauvolfioideae que pertany a la família de les Apocynaceae. Comprèn 18 gèneres.

## Gèneres
| - Ancylobotrys - Bousigonia - Chamaeclitandra - Clitandra - Couma - Cyclocotyla | - Cylindropsis - Dictyophleba - Hancornia - Lacmellea - Landolphia - Leuconotis | - Orthopichonia - Pacouria - Parahancornia - Saba - Vahadenia - Willughbeia |